# 16. август
16. август (16.08) је 228. дан у години по грегоријанском календару (229. у преступној години) До краја године има још 137 дана.

## Догађаји
- 1717 — У бици код Београда у аустријско-турском рату, у којој се на страни Аустријанаца борило и 6.000 Срба из Војводине, принц Еуген Савојски потукао је турску војску и заузео Београд. Пожаревачким миром, који је уследио 1718. Аустрији је припала северна Србија, Банат и северна Босна. Београд је остао под аустријском влашћу до 1739, када су га поново преузели Турци.
- 1777 — Америчке снаге предвођене генералом Џоном Старком су поразили британску и брунсвичку војску под командом Фридриха Баума у бици код Бенингтона.
- 1780 — Британска војска предвођена генералом Чарлсом Корнволисом је нанела тежак пораз америчкој војсци под командом Хорејшија Гејтса у бици код Камдена у Америчком рату за независност.
- 1812 — Амерички генерал Вилијам Хал је предао Британцима Форт Детроит без борбе.
- 1819 — У таласу протеста енглеских радника и припадника средње класе, који су тражили парламентарне и друге реформе, у Манчестеру убијено више људи, а неколико стотина рањено када су владине трупе послате да растуре протестни митинг.
- 1858 — Председник САД Џејмс Бјукенан и британска краљица Викторија разменили су телеграфом честитке поводом пуштања у рад прекоокеанског телеграфског кабла. То су биле прве поруке послате телеграфом преко океана.
- 1919 — Образована је влада Краљевине Срба, Хрвата и Словенаца под председништвом Љубе Давидовића, састављена од представника Демократске странке и Социјалдемократске партије.
- 1953 — У Ирану је покушан државни удар, а шах Мохамед Реза Пахлави је побегао из земље. После три дана, премијер Мохамед Мосадик је срушен, а шах се вратио на престо уз англоамеричку помоћ.
- 1960 — Кипар стекао независност, а архиепископ Макариос III постао је први председник Републике.
- 1960 — Џозеф Китинџер је скочио падобраном из балона са висине од 31,8 km, поставивши рекорде који су оборени тек 2012.
- 1974 — Ступио на снагу прекид ватре, постигнут посредством УН, између кипарских Грка и турских снага које су 20. јула извршиле десант на северни део острва. Једна трећина Кипра остала је под турском влашћу.
- 1994 — Упркос оптужби за тешке изборне преваре, Хоакин Балагер седми пут ступио на дужност председника Доминиканске Републике.
- 1995 —
  - Ступио на снагу мировни споразум у Чеченији, након што су мање групе чеченских побуњеника предале оружје, а руске трупе почеле повлачење са линије фронта.
  - Становници Бермуда су на референдуму гласали да остану британска колонија.
- 1997 — Немачка полиција ухапсила око 220 људи, учесника демонстрација које су широм Немачке организовали неонацисти поводом 10-годишњице смрти нацистичког лидера Рудолфа Хеса.
- 1999 — САД отвориле конзулат у бившем Сајгону, 25 година након драматичне евакуације њене амбасаде у том граду на завршетку Вијетнамског рата.
- 2000 — Радикални Талибани су у Авганистану затворили пекаре сиромашних удовица, објашњавајући тај потез доследном применом ислама који забрањује женама да раде.
- 2002 — Монсунске поплаве у јужној Азији однеле су животе више од 900 људи, а преко 25 милиона људи је расељено, јер су остали без кућа.
- 2003 — У писму Савету безбедности УН, Либија званично признала одговорност за терористички напад изнад шкотског места Локерби 1998. у коме је погинуло 270 људи. То признање је било услов да се Либији укину санкције које је СБ увео након тог напада.

## Рођења
- 1832 — Вилхелм Вунт, немачки психолог, филозоф и лингвиста, познат као зачетник експерименталне психологије. (прем. 1920)
- 1845 — Габријел Липман, луксембуршко-француски физичар, добитник Нобелове награде за физику (1908). (прем. 1921)
- 1878 — Исидор Бајић, српски композитор, педагог и издавач. (прем. 1915)
- 1892 — Харолд Фостер, канадско-амерички цртач и сценариста стрипова. (прем. 1982)
- 1904 — Вендел Мередит Стенли, амерички биохемичар и вирусолог, добитник Нобелове награде за хемију (1946). (прем. 1971)
- 1905 — Марија Октјабрскаја, прва од само две жене тенкиста које су одликоване титулом Хероја Совјетског Савеза. (прем. 1944)
- 1913 — Менахем Бегин, израелски политичар, 6. премијер Израела, добитник Нобелове награде за мир (1978). (прем. 1992)[1]
- 1920 — Чарлс Буковски, амерички књижевник. (прем. 1994)[2]
- 1928 — Ен Блајт, америчка глумица и певачица.
- 1929 — Бил Еванс, амерички џез пијаниста и композитор. (прем. 1980)
- 1929 — Хелмут Ран, немачки фудбалер. (прем. 2003)
- 1933 — Џули Њумар, америчка глумица.
- 1942 — Џон Чалис, енглески глумац. (прем. 2021)
- 1946 — Лесли Ен Ворен, америчка глумица и певачица.
- 1950 — Неда Украден, српска певачица.
- 1950 — Мирко Цветковић, српски економиста и политичар, премијер Србије (2008—2012).
- 1953 — Мирослав Миша Алексић, српски музичар, најпознатији као басиста групе Рибља чорба. (прем. 2020)
- 1954 — Џејмс Камерон, амерички редитељ, сценариста и продуцент.
- 1958 — Анџела Басет, америчка глумица.
- 1958 — Мадона, америчка музичарка и глумица.[3]
- 1962 — Стив Карел, амерички глумац, комичар, продуцент, сценариста и редитељ.
- 1963 — Кристин Кавана, америчка глумица. (прем. 2014)
- 1965 — Горан Баре, хрватски музичар, најпознатији као оснивач и певач групе Мајке.
- 1968 — Славиша Јокановић, српски фудбалер и фудбалски тренер.
- 1968 — Матеја Свет, словеначка алпска скијашица.
- 1970 — Фабио Казартели, италијански бициклиста. (прем. 1995)
- 1974 — Дидје Киш, швајцарски алпски скијаш.
- 1974 — Никола Куљача, српски ватерполиста.
- 1980 — Ванеса Карлтон, америчка музичарка.
- 1983 — Никос Зисис, грчки кошаркаш.
- 1985 — Кристин Милиоти, америчка глумица и певачица.
- 1986 — Одри Битони, америчка порнографска глумица.
- 1987 — Ана Мандић, српска глумица.
- 1989 — Муса Сисоко, француски фудбалер.
- 1990 — Филип Кљајић, српски фудбалски голман.
- 1990 — Рина Савајама, јапанско-британска музичарка, глумица и модел.
- 1992 — Дијего Шварцман, аргентински тенисер.[4]
- 1996 — Рашад Вон, амерички кошаркаш.
- 2001 — Јаник Синер, италијански тенисер.
- 2002 — Талија Рајдер, америчка глумица.

## Смрти
- 1921 — Петар I Карађорђевић, краљ Србије од 1903. до 1918. и потом до смрти, Краљевине Срба, Хрвата и Словенаца. (рођ. 1844)
- 1949 — Маргарет Мичел, америчка књижевница. (рођ. 1900)
- 1956 — Бела Блашко, амерички филмски глумац мађарског порекла. (рођ. 1882)
- 1973 — Селман Ејбрахам Ваксман, амерички микробиолог пореклом украјински Јеврејин. (рођ. 1888)
- 1974 — Наталија Бјелајац, рођено име Антонија Јаворник (Марибор, 1893 – Београд, 1974) била је српска хероина, болничарка и наредник српске војске у Балканским и Првом светском рату.
- 1975 — Жак Конфино, лекар и писац. (рођ. 1892)[5]
- 1977 — Елвис Пресли, амерички музичар. (рођ. 1935)
- 1984 — Душко Радовић, српски писац. (рођ. 1922)
- 1993 — Стјуарт Гренџер, амерички глумац. (рођ. 1913)
- 2002 — Сабри ел Бана, палестински герилски вођа, познатијег као Абу Нидал.
- 2003 — Иди Амин Дада, угандски диктатор. (рођ. 1923)
- 2005 — Александар Гомељски, руски кошаркаш и тренер. (рођ. 1928)
- 2016 — Жоао Авеланж, бразилски спортиста, представник Бразила у МОК-у и дугогодишњи председник ФИФА. (рођ. 1916)